# Стоматит
Стоматит — запалення слизової оболонки ротової порожнини. Може мати травматичний, інфекційний, алергічний генез, виникати внаслідок інтоксикації з солями важких металів. Запальні зміни слизової оболонки порожнини рота можуть спостерігатися при гіповітамінозі, ендокринних розладах, захворюваннях шлунково-кишкового тракту, серцево-судинної і нервової систем, крові, дифузних хворобах сполучної тканини. Іноді може бути самостійною хворобою, часто є симптомом якогось захворювання.

## Класифікація
- За причиною виникнення:

- травматичний
- інфекційний, в тому числі грибковий
- алергічний
- інтоксикаційний
- при деяких соматичних хворобах
- при деяких дерматозах

- За характером запального процесу:

- катаральний
- катарально-десквамативний
- катарально-виразковий
- гангренозний
- з утворенням пухирців
- з утворенням афт
- з утворенням вогнищ пара- та гіперкератозу

## Причини
Найчастіші причини виникнення стоматиту:
- ушкодження слизової оболонки;
- травма від гострої, грубої їжі;
- опік від гарячих напоїв або їжі;
- травми від сколених зубів;
- травми від протезів (цей вид стоматиту дуже швидко і самостійно проходить упродовж декількох днів);
- інфекційні ураження (простий герпес, кандидоз тощо);
- алергічна реакція на їжу, косметику або ліки (алергічний стоматит). Такий стоматит може або затягуватися на тривалий час, або мати рецидивний характер.

Наразі стоматити розділяються на три види:
- катаральні (запалення йде тільки у поверхневому шарі слизової оболонки),
- виразкові стоматити (поширюються на глибші шари слизової),
- афтозні стоматити, при яких виникають численні округлі дрібні дефекти.

## Клінічні прояви
Ознаки стоматиту:
- больові відчуття в роті, відмова від їжі через біль;
- енантема — запалення в роті, які мають вид відкритих, кровоточивих ерозій (ранок) із білуватим або жовтуватим м'яким нашаруванням;
- часто гарячка, інтоксикація;
- іноді набряк губи, який зрідка переходить на щоку, може бути почервоніння губи.

Трохи по-особливому перебігає герпетичний стоматит: в роті з'являється значне почервоніння, після чого на запаленій ділянці починають проявлятися прозорі дрібні бульбашки (везикули) з прозорим безбарвним вмістом. Виразність такого стоматиту злегка нагадує дрібні пухирці після опіку. Після 2-3 днів везикули лопаються і утворюються ерозії, є свербіж, набряклість і печіння. Такий стоматит повинен лікуватися спеціальними противірусними медикаментами.